# District administratif central
Le district administratif central (en russe : Центральный административный округ (ЦАО), Tsentralny administrativny okroug) est l'un des douze districts de Moscou.
Il compte en 2010 une population de 742 689 habitants.

## Divisions administratives
Il est composé des onze districts municipaux suivants :
- Arbat (Район Арбат)
- Basmanny (Басманный район)
- Zamoskvoretche (Район Замоскворечье)
- Krasnosselski (Красносельский район)
- Mechtchanski (Мещанский район)
- Presnenski (Пресненский район)
- Taganski (Таганский район)
- Tverskoï (Тверской район)
- Kitaï-gorod (Китай-город)
- Khamovniki (Район Хамовники)
- Iakimanka (Район Якиманка)

## Patrimoine
C'est dans ce district administratif que l'on retrouve : le Kremlin, la place Rouge et la cathédrale de l'Intercession-de-la-Vierge, le mausolée de Lénine, le Goum, la Douma, la Maison blanche, le jardin d'Alexandre, la rue Arbat, la rue Tverskaïa, le parc Gorki, la galerie Tretiakov (10, ruelle Lavrouchinski), Moskva-City, le zoo de Moscou, cinq des sept « sœurs de Staline », six des neuf gares ferroviaires de Moscou, etc.